# A holland hadtest emlékműve
A második búr háborúban harcoló holland hadtest emlékműve a Dél-afrikai Köztársaság Kliprivier nevű településének közelében áll. Azoknak a holland és belga állampolgároknak állít emléket, akik önként csatlakoztak a búrokhoz a britek elleni harcukban.
A vaskos oszlopot az Elandslaagtei csata helyszínén emelték, és a Hollanderkorps azon 46 katonájának a nevét tüntették fel rajta, akik elestek az ütközetben. Az egységet 1899 szeptemberében állították fel, és 450 önkéntesből állt. Az alakulat parancsnoka Jan Lombard volt.
Az elesettjeik előtt tisztelgő emlékművet Gerard Moerdijk tervezte és holland polgárok adományiból állítottak fel. Moerdijk a második búr háború idején édesanyjával és testvéreivel egy évet töltött a britek a standertoni koncentrációs táborban. Az emlékművet a 2010-es évek elején ismeretlenek súlyosan megrongálták.